# شهرستان اشتوم
شهرستان اشتوم (به لاتین: Sztum County) یک شهرستان در لهستان است که در استان پومرانی واقع شده‌است.

## خصوصیات
شهرستان اشتوم ۷۳۰٫۸۵ کیلومترمربع مساحت و ۴۱٬۸۰۸ نفر جمعیت دارد.